# ویکتور اسپاسانین
ویکتور اسپاسانین (انگلیسی: Víctor Espasandín؛ زادهٔ ۱۶ مارس ۱۹۸۵) بازیکن فوتبال اهل اسپانیا است.
از باشگاه‌هایی که در آن بازی کرده‌است می‌توان به باشگاه فوتبال اومانیا، باشگاه فوتبال رئال وایادولید، باشگاه فوتبال سابادل، باشگاه فوتبال کامپوستلا، باشگاه فوتبال پومفرادینا، و باشگاه فوتبال بارسلونا بی اشاره کرد.